# Alumniportal Deutschland
 Der er for få eller ingen kildehenvisninger i denne artikel, hvilket er et problem. Du kan hjælpe ved at angive troværdige kilder til de påstande, som fremføres i artiklen.

Alumniportal Deutschland er et ikke-kommercielt netværk til brug for private og professionelle Tyskland-alumner
Tyskland-alumner er alle, som i forbindelse med deres uddannelse, arbejde eller forskningsprojekter har opholdt sig i Tyskland, og personer, der har en (efter)uddannelse fra en tysk organisation i udlandet.
Alumniportal Deutschland hjælper Tyskland-alumner med at holde kontakt til Tyskland og netværke med andre alumner og virksomheder.
Alumniportal Deutschland finansieres af ministeriet Bundesministerium für wirtschaftliche Zusammenarbeit und Entwicklung (BMZ) og er et kooperationsprojekt mellem fem forskellige organisationer. Portalen er gratis for alle brugere.

## Historie
Tilbud til alumner findes som regel kun ved de pågældende institutioner. Dog har ca. 80 procent af alle udenlandske dimittender, dvs. ca. 14.000 personer per år, været af sted på egen regning, uden finansiering fra en organisation eller lignende (free movers). At komme i kontakt med disse alumner har været meget besværligt og har ført til, at Alumniportal Deutschland blev startet i 2008. Al kontakt til alle Tyskland-alumner kan ske gennem dette netværk. Portalen er på den måde den første og eneste af sin slags.
Portalen har ca. 100.000 registrerede brugere i næsten 200 lande (maj 2014).

## Struktur
Kernen af Alumniportal Deutschland er den så kaldte online-community, som kan bruges til at netværke alumner igennem og til at skabe kontakt til virksomheder, organisationer og institutioner. Brug af community’en som af hele portalen kræver, at man opretter sig som bruger, hvilket er gratis.
Det er også muligt at blogge på portalen. Ligeledes finder man en international job- og eventbørs og tilbud til at træne sine tyskkundskaber. Derudover byder den så kaldte "Magazin" på mange forskellige informationer fra politik, erhvervs- og kulturlivet samt fra videnskab og forskning.
Virksomheder og institutioner kan bruge jobbørsen til at slå ledige stillinger eller projekter op og derved finde egnet personale eller konsulenter. Alternativt kan de søge medarbejdere i den store database af Tyskland-alumner.

## Partnere
Alumniportal Deutschland er et kooperationsprojekt mellem fem forskellige organisationer:
- Alexander von Humboldt-Stiftung (AvH
- Centrum für internationale Migration und Entwicklung (CIM)
- Deutsche Gesellschaft für Internationale Zusammenarbeit (GIZ)
- Deutscher Akademischer Austauschdienst (DAAD)
- Goethe-Institut (GI)

Adskillige strategiske partnere støtter kooperationsprojektet, bl.a. det tyske udenrigsministerium, det tyske uddannelses- og forskningsministerium såvel som forskellige politiske organisationer som fx Friedrich Ebert Stiftung, Konrad Adenauer Stiftung og Heinrich Böll Stiftung.